# L'Arc Macau
L'Arc Macau — хмарочос у китайському місті Макао. Висота 53-поверхової будівлі сягає 217 м. Це третій за висотою хмарочос у Макао. Побудований в 2009 році в стилі неокласицизму, налічує понад 300 номерів. Девелопером є компанія SJM Holdings. У будівлі розташовані казино, готель, торгово-розважальний центр, ресторани, бари, фітнес-центр та нічний клуб. У холі стоїть величезна статуя у вигляді чаші, заповненої золотом.